# La bella imprudente
La bella imprudente (Julia Misbehaves) è un film commedia romantica del 1948 diretto da Jack Conway.
È un adattamento cinematografico del romanzo di Margery Sharp The Nutmeg Tree.